# Sparisoma viride
Sparisoma viride (Bonnaterre, 1788) noto in italiano come pesce pappagallo verde  è una specie di pesce osseo marino dell'ordine Perciformes e della famiglia Scaridae.

## Areale e habitat
Questo pesce si rinviene principalmente nelle scogliere coralline delle acque del Golfo del Messico, delle Bahamas, del Mar dei Caraibi, Bermuda e Brasile fino ai 50 m di profondità.

## Descrizione

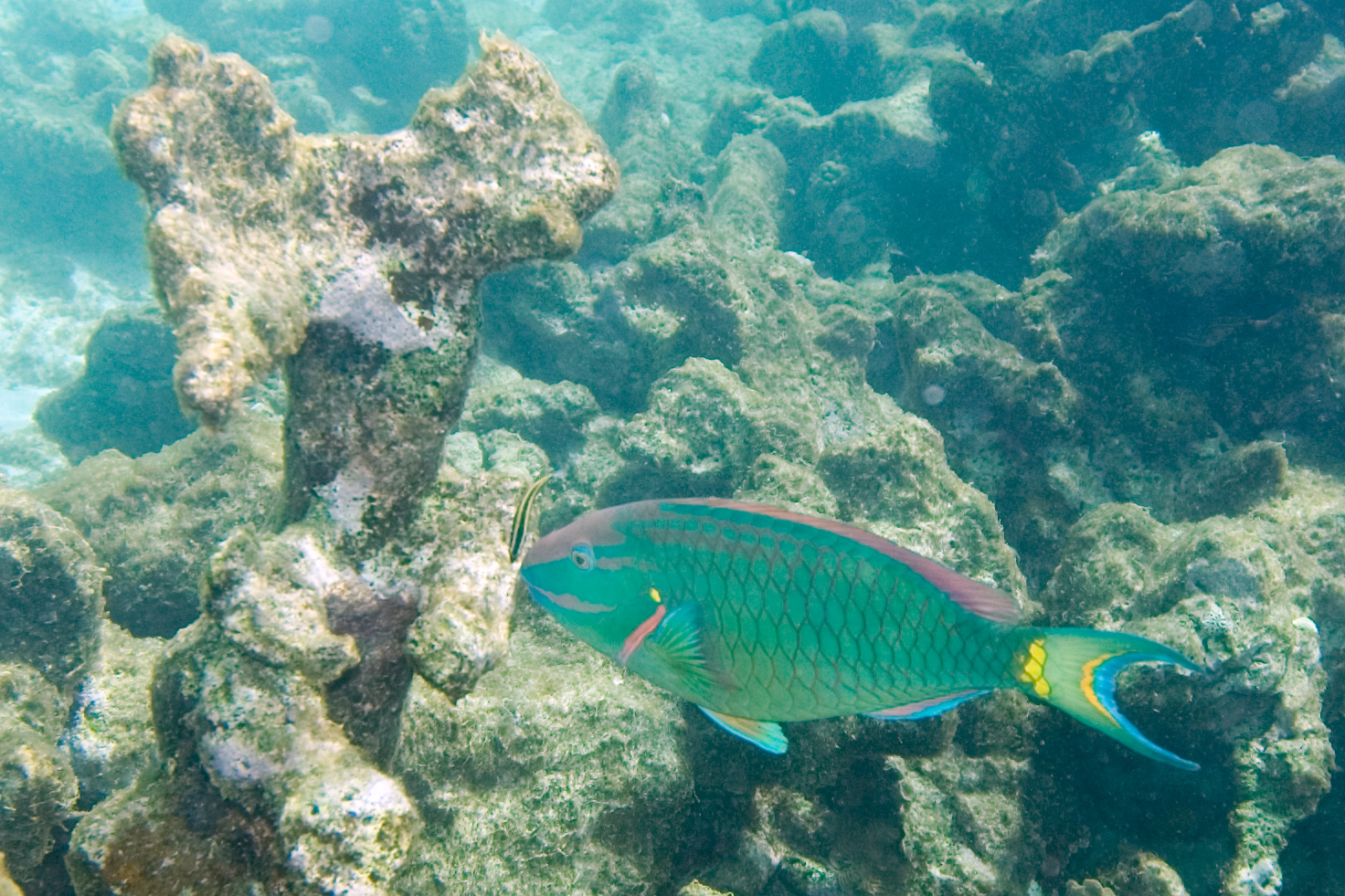
Maschio

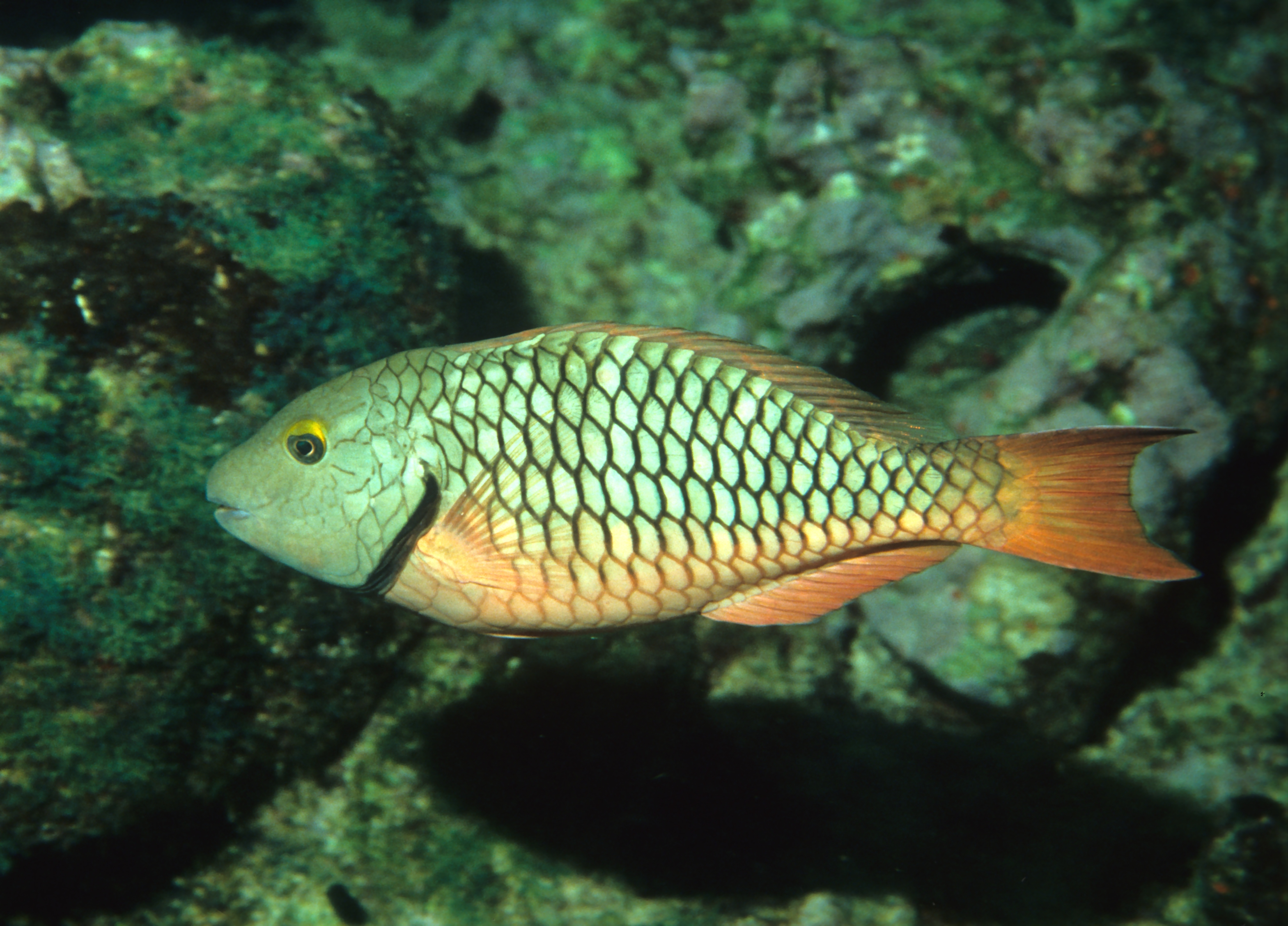
Femmina

Presenta un corpo allungato e tendenzialmente ovale, la cui forma ricorda vagamente un pallone da rugby. La testa è piuttosto tozza e la pinna caudale ha una tipica forma di mezzaluna. Questo pesce cambia colore in base all'età e al sesso: le femmine sono rosse con scaglie bordate di bianco e un ventre rosso acceso, mentre i maschi tendono al verde sfumato con bande colorate sul ventre e sulla coda. Raggiunge la lunghezza massima di 65 cm.

## Biologia
Generalmente si osserva nuotare solo o in compagnia di 2-3 esemplari. È più attivo di giorno, di notte si rifugia e riposa tra gli anfratti delle scogliere coralline in cui vive; probabilmente anche questa specie quando rintana produce la tipica bolla di muco dei pesci pappagallo, grazie ad una speciale ghiandola posta vicino alle branchie. Come tutti i rappresentanti della sua famiglia i denti sono fusi tra loro e trasformati in un solido becco, adatto a sgranocchiare coralli e le relative alghe incrostanti, di cui il pesce è ghiotto.
L'accoppiamento e la riproduzione possono avvenire tutto l'anno.